# Tyrell Malacia
Tyrell Johannes Chicco Malacia (Roterdão, 17 de agosto de 1999) é um futebolista profissional neerlandês que atua como lateral-esquerdo. Atualmente defende o PSV Eindhoven, emprestado pelo Manchester United.

## Carreira
Tendo chegado às categorias de base do Feyenoord aos 9 anos, Malacia assinou o primeiro contrato profissional em 2015. Sua estreia no time principal foi em dezembro de 2017, na vitória por 2 a 1 sobre o Napoli pela fase de grupos da Liga dos Campeões da UEFA, tendo jogado os 90 minutos, enquanto o primeiro jogo pela Eredivisie foi contra o Heerenveen, que terminou empatado em 1 a 1. Em 5 temporadas com a camisa do Feyenoord, Malacia disputou 137 partidas no total, com 4 gols marcados.
Em julho de 2022, assinou um contrato de 4 anos com o Manchester United, que pagou 15 milhões de euros para contar com o lateral-esquerdo. Vestindo a camisa 12 (vaga desde a saída de Chris Smalling), Malacia estreou pelos Red Devils em agosto, na derrota por 2 a 1 para o Brighton & Hove Albion, que marcou também a estreia de Erik ten Hag no comando da equipe.

## Carreira no Clube

### Feyenoord

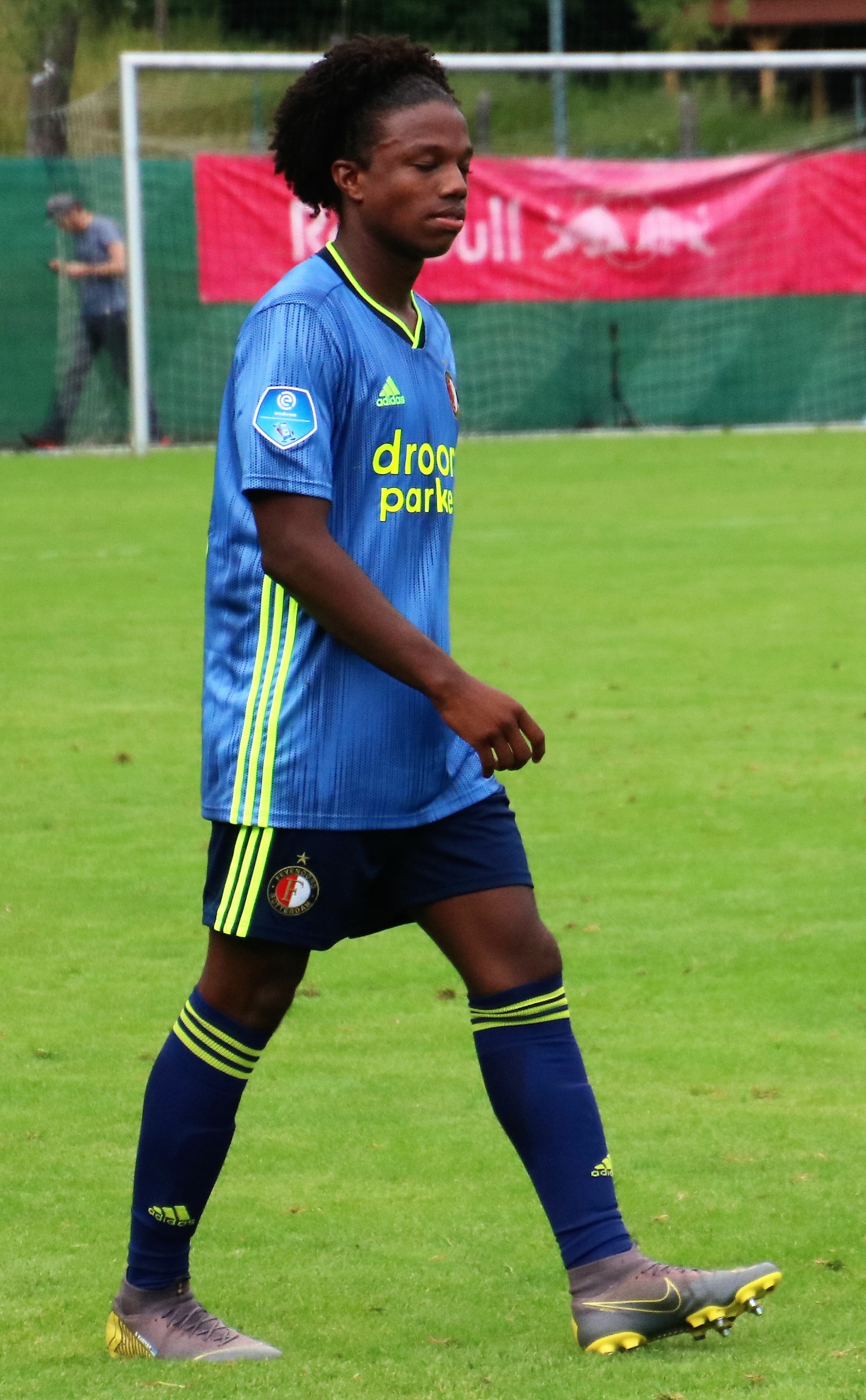
Malacia jogando pelo Feyenoord em 2019

Malacia nasceu em Roterdã, e ingressou na academia juvenil do Feyenoord aos nove anos, em 2008. Ele assinou seu primeiro contrato profissional com o clube em 2 de dezembro de 2015. Fez sua estreia profissional pelo Feyenoord em uma vitória por 2 a 1 na UEFA Champions League contra o Napoli em 6 de dezembro de 2017, jogando os 90 minutos completos. Malacia fez sua estreia na Eredivisie pelo Feyenoord em um empate por 1 a 1 com o SC Heerenveen em 13 de dezembro de 2017. Ele foi um substituto não utilizado na Final da KNVB Cup de 2018, onde o Feyenoord venceu o AZ Alkmaar por 3 a 0. Em 25 de maio de 2022, ele começou na derrota por 1 a 0 do Feyenoord para a Roma na final da UEFA Europa Conference League na Albânia. Posteriormente, ele foi um dos cinco jogadores do Feyenoord nomeados na Equipe da Temporada da competição.

### Manchester United
Em 5 de julho de 2022, Malacia assinou um contrato de quatro anos com o clube da Premier League Manchester United, com a opção de mais um ano. O United pagou ao Feyenoord uma taxa inicial de €15 milhões (£13 milhões), com mais €2 milhões (£1,7 milhão) em adicionais, para tornar Malacia a primeira contratação do clube sob o comando do treinador Erik ten Hag. Dois dias depois, foi confirmado que ele usaria a camisa número 12, última vestida por Chris Smalling. Em 7 de agosto, Malacia fez sua estreia no clube como substituto em uma derrota em casa por 2 a 1 contra o Brighton & Hove Albion na Premier League. Em 22 de agosto de 2022, Malacia começou pela primeira vez no United em uma vitória por 2 a 1 contra o Liverpool. Em 26 de fevereiro de 2023, ele fez parte do elenco do United que venceu a final da EFL Cup por 2 a 0 contra o Newcastle United, seu primeiro troféu com o clube.

## Seleção Neerlandesa
Nascido em Rotterdam, Malacia é filho de um curaçauense e de uma surinamesa e representou as seleções de base dos Países Baixos, entre as categorias Sub-16 e Sub-21. Ele chegou a ser pré-selecionado para defender a Seleção Curaçauense na Copa Ouro da CONCACAF de 2021, mas a equipe abandonou a competição devido ao aumento de casos de COVID-19 no elenco.
Em agosto de 2021, foi convocado para os jogos contra Noruega, Montenegro e Turquia, pelas eliminatórias da Copa de 2022, fazendo sua estreia com a camisa da Oranje contra os montenegrinos, em setembro. Os Países Baixos venceram o jogo por 4 a 0. 
Embora tivesse feito parte do elenco que chegou às quartas-de-final da Copa disputada no Catar, não foi utilizado por Van Gaal em nenhuma partida.

## Títulos
Feyenoord
- Copa dos Países Baixos: 2017–18[30]
- Supercopa dos Países Baixos: 2018[31]

Manchester United
- Copa da Liga Inglesa: 2022–23[carece de fontes?]

PSV Eindhoven
- Eredivisie: 2024–25

### Individuais
- Time da temporada da Liga Conferência Europa da UEFA: 2021–22[carece de fontes?]